# آرثر وايس
آرثر وايس (بالإنجليزية: Arthur Weiss)‏ هو كاتب وكاتب سيناريو ومؤلف أمريكي، ولد في 13 يونيو 1912 في نيويورك في الولايات المتحدة، وتوفي في 26 أغسطس 1980 في لوس أنجلوس في الولايات المتحدة.

## وصلات خارجية
- آرثر وايس على موقع IMDb (الإنجليزية)
- آرثر وايس على موقع ألو سيني (الفرنسية)
- آرثر وايس على موقع أول موفي (الإنجليزية)
- آرثر وايس على موقع قاعدة بيانات الأفلام السويدية (السويدية)
- آرثر وايس على موقع قاعدة بيانات الفيلم (الإنجليزية)
- آرثر وايس على موقع كينوبويسك (الروسية)